# Anisota skinneri
Anisota skinneri är en fjärilsart som beskrevs av Biedermann 1908. Anisota skinneri ingår i släktet Anisota och familjen påfågelsspinnare. Inga underarter finns listade i Catalogue of Life.